# Jozef Plachý
Jozef Plachý (Checoslovaquia, 28 de febrero de 1949) fue un atleta checoslovaco especializado en la prueba de 800 m, en la que consiguió ser subcampeón europeo en 1969.

## Carrera deportiva
En el Campeonato Europeo de Atletismo de 1969 ganó la medalla de plata en los 800 metros, con un tiempo de 1:46.2 segundos, llegando a meta tras el alemán Dieter Fromm que con 1:45.9 s igualaba el récord de los campeonatos, y por delante del también alemán Manfred Matuschewski.